# Serie 449 de Renfe
La Serie 449 de Renfe o TEMD (Tren Eléctrico de Media Distancia) es la numeración que recibe la serie de automotores eléctricos fabricados por CAF para trayectos de Media Distancia. Las primeras unidades fueron entregadas en los primeros meses de 2009 y se realizaron las primeras pruebas en distintos puntos, como Pamplona y Sevilla, procediendo al mismo tiempo a la formación de los maquinistas.

## Historia
En julio de 2006 Renfe Operadora adjudicó a CAF la construcción de 57 automotores eléctricos de cinco coches con bogies compartidos y mando múltiple que permite composiciones de hasta tres unidades (quince coches). El contrato original estaba formado por dos lotes de vehículos: uno de 23 trenes que circularían exclusivamente por ancho ibérico y otro de 34 vehículos que estarían preparados para circular por vías de ancho UIC. Posteriormente CAF y Renfe llegan al acuerdo de realizar los 57 vehículos idénticos. En principio todas las unidades circularán solo en ancho ibérico, pero disponen de preinstalaciones para los equipos de seguridad y los elementos necesarios para instalar bogies en ancho UIC (o bogies con cambio de ancho de vía Brava). La diferenciación inicial entre vehículos llevó a que a las 34 unidades que tenían posibilidad de ir en ancho UIC se les denominara de forma extraoficial como Serie 140. La numeración probablemente definitiva de los 57 vehículos fabricados corresponde a la serie 449 de Renfe, llenándose así el hueco que se había creado entre los electrotenes 448 y las unidades de dos pisos 450.

## Descripción de la Unidad
La serie 449 de Renfe son unidades formadas por 5 coches con bogie compartido (un bogie entre dos coches) para servicios de Media Distancia.
Cada unidad dispone de 263 plazas sentadas y 288 plazas de pie, lo que supone una capacidad máxima de 551 pasajeros. Igualmente, cuenta con servicios al viajero, como zona para personas con movilidad reducida (PMR), bicicletero y máquina autoventa. Sin embargo las plazas de pie solo son comercializadas en Cataluña, en el resto de regiones el asiento está garantizado para todos los viajeros.
En el argot ferroviario se les conoce como "besugos" por el aspecto frontal que ofrecen.

## Datos técnicos

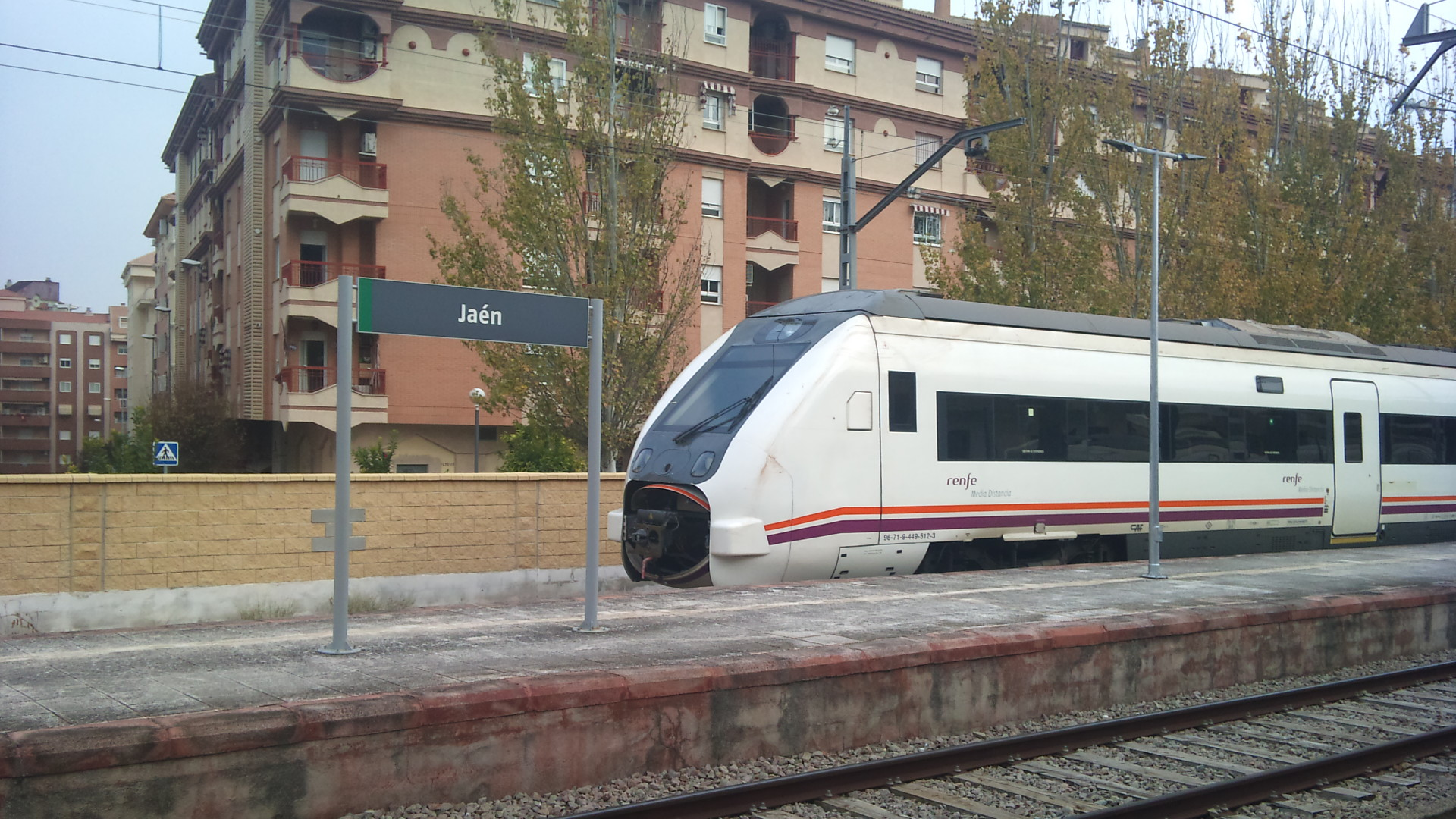
Unidad con el acople Scharfenberg descubierto en la Estación de Jaén.

### Generalidades
La velocidad máxima para las 57 unidades es de 160 km/h. Con algunas modificaciones, podrían utilizar catenaria a 25 kV ac, bajo la cual podrían alcanzar los 200 km/h.
La serie 449 comparte muchos elementos con el Civia 465 pero presenta diferencias importantes. Aunque las dimensiones de las cajas son similares a las del Civia 465, estéticamente es distinto, cambia el frontal para que sea similar a la serie diésel 599, con un cierto redondeamiento y con una tapa que se abre en dos mitades horizontalmente. Esto le ha valido el mote de besugo debido al aspecto cuando circula con la tapa abierta.

### Prestaciones
| Potencia:                | 2.400 kW con una alimentación de 3.000 V cc |
| Esfuerzo en el arranque: | 170 kN                                      |
| Velocidad máxima:        | 160 km/h                                    |
| Aceleración (0-60 km/h): | 0,8 m/s²                                    |
| Frenada de servicio:     | 1 m/s²                                      |
| Frenada de emergencia:   | 1 m/s²                                      |

### Tara, carga nominal y carga máxima
| Tara:          | 171.238 kg |
| Carga nominal: | 193.238 kg |
| Carga máxima:  | 216.734 kg |

### Equipos de tracción
La serie 449 dispone de dos equipos de tracción y freno trifásicos mediante convertidores con semiconductores IPM de 6,5 kV de tensión inversa, capaces de frenado regenerativo (recuperan energía a la catenaria). Además, el tren posee resistencias de frenado, al igual que el resto de las unidades eléctricas.

### Motores

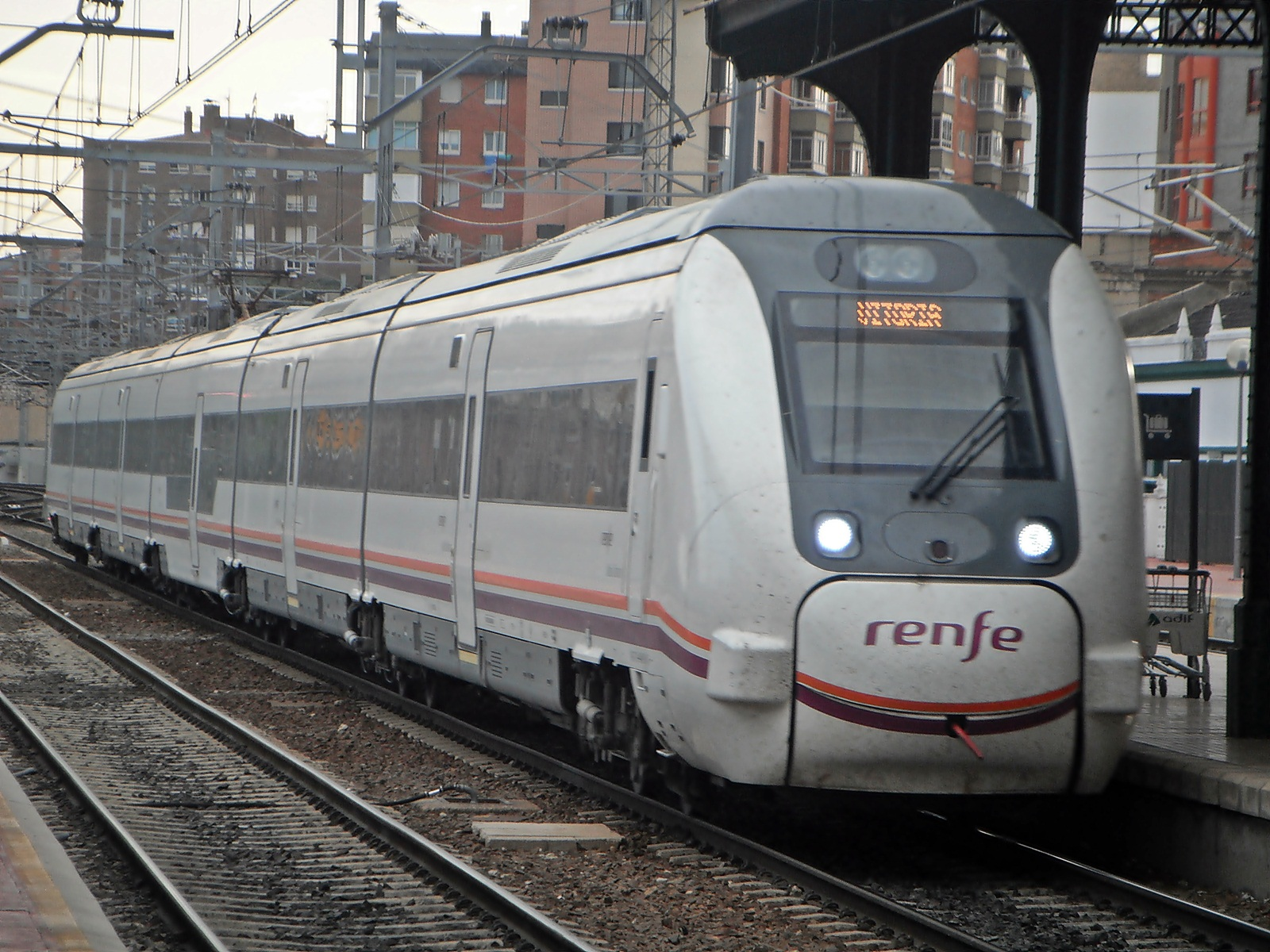
Puerta intermedia característica adaptada a personas de movilidad reducida.

Cada unidad dispone de 6 motores de tracción asíncronos trifásicos, con rotor en jaula de ardilla, con una potencia de 400 kW a 2250V. Cada equipo de tracción controla 3 motores.
Los motores de tracción se distribuyen de la siguiente forma:
- 2 motores en los bogies posteriores de los coches extremos, compartidos con los coches que llevan los pantógrafos.
- 1 motor en el bogie compartido entre los coches que llevan los pantógrafos y el coche PMR.

### Pantógrafos
Cada tren dispone de 2 pantógrafos situados en los coches contiguos a los extremos. Cada pantógrafo tiene las siguientes características:
| Tensión nominal:   | 3.000 V cc |
| Intensidad máxima: | 2.500 A    |

### Disyuntores
| Tensión nominal:        | 3.600 V |
| Tensión de aislamiento: | 4.800 V |
| Intensidad nominal:     | 2.600 A |
| Poder de corte:         | 35 kA   |
| Tiempo de extinción:    | 15 ms   |

## Contrato y costo
La  adjudicación a CAF de julio de 2006 por 24 + 37 automotores eléctricos fue por 493,4 M€, de los que 324,1 corresponden a la fabricación y el resto al mantenimiento (14 años) con un período de entrega de julio de 2008 hasta febrero de 2011. En € de diciembre de 2006, el costo por unidad (5.77 M€) y costo por plaza (21.948 €) son sensiblemente más bajos que los de los trenes regionales diésel 598 y 599 y solo ~20% mayores que los de las unidades de cercanías Civia 465 de cinco coches. 
Por otro lado, los costos son también inferiores a los de otros automotores eléctricos modernos con vmax de 160 km/h, como por ejemplo el AGC de SNCF y el Flirt de Stadler.
Debe entenderse que el contrato de compra de la serie 449 solo prevé, mediante "preinstalaciones", la posible transformación de 34 unidades (renegociado posteriormente a las 57 unidades) a ancho UIC, 25 kV y 200 km/h de vmax. La transformación misma conllevará costos adicionales.

## Servicios
Todos los servicios realizados por esta serie de trenes son denominados MD, o Intercity.